# Jorge Ulloa
Jorge Iván Ulloa Aguillón (Talcahuano, 15 de septiembre de 1958) es un profesor de historia y geografía, y político chileno, militante de la Unión Demócrata Independiente (UDI). Entre 1990 y 2018 se desempeñó como diputado el distrito N.° 43 correspondiente a las comunas Talcahuano y de Hualpén. Entre 2018 y 2019 ejerció como Intendente de la Región del Bío-Bío. Se desempeñó como embajador de Chile en Paraguay.

## Biografía
Nació el 15 de septiembre de 1958, en Talcahuano. Hijo de Rubén Ulloa Castro y María Teresa de Jesús Aguillón.
Está casado con Siomara Eugenia Concha Castañón, y tiene tres hijos.
Cursó sus estudios básicos en la Escuela N.° 25 de la Base Naval de Talcahuano y los secundarios, en el Colegio Salesianos de Concepción, de donde egresó en 1975. Continuó su instrucción en la Universidad de Concepción, donde obtuvo el título de profesor de Historia y Geografía, en 1980. En 1987, cursó un Magíster en Ciencia Política con mención en Instituciones y Procesos Políticos, en la Pontificia Universidad Católica de Chile.
Profesionalmente, se desempeñó como subdirector del Instituto Profesional Diego Portales de Concepción. Posteriormente, fue director del Centro de Formación Técnica Diego Portales en sus sedes de Viña del Mar, Santiago y Concepción. Asimismo, fue profesor de la Universidad de la Santísima Concepción en la asignatura de Introducción a la Ciencia Política y Teoría Política. 
Es además voluntario de la cuarta compañía de bomberos de Talcahuano.

## Carrera política
En su vida universitaria participa como dirigente del Centro de Alumnos de la carrera de Pedagogía en Historia y Geografía de la Universidad de Concepción y en 1976 concurre a la fundación del Centro de Estudiantes de la misma casa de estudios superiores.
Dada su formación política inspirada en el ideario gremialista, no duda en adherirse al Movimiento Unión Demócrata Independiente, fundado el 24 de septiembre de 1983 por quien fuera el arquitecto instucional de la dictadura militar, Jaime Guzmán Errázuriz.
En 1987, y a la luz de la nueva ley de partidos políticos y frente a la cercanía del plebiscito que terminaría con la sucesión de la dictadura militar de Augusto Pinochet, concurre a la fusión de los movimientos Unión Demócrata Independiente, Unión Nacional y Frente Nacional del Trabajo, que permitió la fundación del partido Renovación Nacional. Al poco andar, en 1988, las marcadas diferencias de estilos y de propósitos de los militantes de tan heterogéneo partido, desembocó en la expulsión de Jaime Guzmán y en la consecuente renuncia de todos los que participaban del gremialismo. Es así como en 1989 junto a Jaime Guzmán, Jovino Novoa, Julio Dittborn, Pablo Longueira y Eugenio Cantuarias, entre otros, funda el partido político Unión Demócrata Independiente (UDI), siendo su primer Secretario Regional en el Biobío. Entre 1994 y 1997, asume como Vicepresidente Nacional de la UDI y fue Presidente Regional de su partido por el periodo 2010-2012.
En enero de 1993, quebró el récord de la alocución más larga de la Cámara de Diputados, cuando usó la palabra por más de seis horas, durante la tramitación de la acusación constitucional en contra de tres ministros de la Corte Suprema y el auditor general del Ejército. 
En el ejercicio de funciones públicas, fue Secretario Provincial de la Juventud de Ñuble; Director Comunal de Educación de Curanilahue; posteriormente, en 1988 fue designado alcalde de Lebu y en las elecciones parlamentarias del 14 de diciembre de 1989 resulta elegido, por primera vez, diputado por el distrito número 43, el cual comprende las comunas de Talcahuano y de Hualpén de la Región del Biobío. Ha sido reelegido, por la misma unidad territorial, en las elecciones de 1993, 1997, 2001 y 2005 con las primeras mayorías personales. Desde el año 2006, su nombre suena como probable candidato de la UDI a Senador por la 12º Circunscripción senatorial y se ha transformado en uno de los políticos de mayor relevancia en la Región del Biobío.
El 13 de marzo de 2008, el diputado Jorge Ulloa Aguillón, asumió como Segundo Vicepresidente de la Cámara de Diputados de Chile, por el período 2008-2009.
El 11 de marzo de 2018 asumió como Intendente de la Región del Bíobío y en agosto de 2019 fue designado embajador de Chile en Paraguay.

## Historial electoral

### Elecciones parlamentarias de 1989
- Elecciones parlamentarias de 1989 para Diputados por el distrito 43 (Talcahuano)[4]

### Elecciones parlamentarias de 1993
- Elecciones parlamentarias de 1993 para Diputados por el distrito 43 (Talcahuano)[5]

### Elecciones parlamentarias de 1997
- Elecciones parlamentarias de 1997 para Diputados por el distrito 43 (Talcahuano)[6]

### Elecciones parlamentarias de 2001
- Elecciones parlamentarias de 2001 para Diputados por el distrito 43 (Talcahuano)[7]

### Elecciones parlamentarias de 2005
- Elecciones parlamentarias de 2005 para Diputados por el distrito 43 (Talcahuano y Hualpén)[8]

### Elecciones parlamentarias de 2009
- Elecciones parlamentarias de 2009 para Diputados por el distrito 43 (Talcahuano y Hualpén)[9]

### Elecciones parlamentarias de 2013
- Elecciones parlamentarias de 2013 para Diputados por el distrito 43 (Talcahuano y Hualpén)[10]

### Elecciones parlamentarias de 2017
- Elecciones parlamentarias de 2017 a Diputados por el distrito 20 (Chiguayante, Concepción, Coronel, Florida, Hualpén, Hualqui, Penco, San Pedro de la Paz, Santa Juana, Talcahuano y Tomé)[11]

### Elecciones de consejeros constituyentes de 2023
- Elecciones de consejeros constitucionales de 2023, para la Circunscripción 10 (Región del Biobío)[12]